# Uscanoidea parviclavata
Uscanoidea parviclavata är en stekelart som beskrevs av De Santis 1997. Uscanoidea parviclavata ingår i släktet Uscanoidea och familjen hårstrimsteklar. Inga underarter finns listade i Catalogue of Life.